# Beatrice Appleyard
Beatrice Appleyard (Wandsworth, Surrey, Anglaterra, 9 de setembre, 1913 - Istanbul, Turquia, 8 de maig, 1994), fou una ballarina i coreògrafa anglesa. Estava casada amb el pianista i compositor turc Mithat Fenmen (1916-1982).

## Filmografia

### Com a coreògrafa
- 1948 Lady Luck,
- 1948 The Spring Revue,
- 1948 Between Ourselves,
- 1947 Once Upon a Time,
- 1947 Present Company,

### Com a actriu
- 1948 The Spring Revue,
- 1947 Present Company.